# Ferenc Puskás
Ferenc Puskás (tiếng Hungary: Puskás Ferenc, 2 tháng 4 năm 1927 – 17 tháng 11 năm 2006), tên khai sinh là Purczeld Ferenc, là một cố cầu thủ và huấn luyện viên bóng đá người Hungary. Với biệt danh "Thiếu tá siêu tốc" hay "Thiên Nga trắng", ông là cầu thủ vĩ đại nhất lịch sử bóng đá Hungary, và là một trong những cầu thủ vĩ đại nhất mọi thời đại, xếp thứ 7 trong Danh sách 100 cầu thủ hay nhất thế giới thế kỷ 20 của World Soccer; ông đã ghi được 84 bàn thắng trong 85 trận đấu quốc tế cho đội tuyển bóng đá quốc gia Hungary cùng với 4 trận dưới màu áo đội tuyển bóng đá quốc gia Tây Ban Nha (không có bàn thắng) và 511 bàn thắng trong 533 trận đấu trong các giải vô địch Hungary và Tây Ban Nha. Mặc dù không có được những yếu tố cần thiết mà một tiền đạo điển hình cần có như chiều cao, khả năng tranh bóng trên không,... Nhưng bù lại, Puskas lại sở hữu một chiếc chân trái vô cùng khéo léo, cùng tốc độ của một chiếc phi cơ. Ông đã ghi tổng cộng 85 bàn thắng trong 84 lần khoác áo ĐTQG Hungary. Kỷ lục ấy được Puskas giữ suốt thế kỷ trước và chỉ bị phá vỡ bởi tiền đạo người Iran - Ali Daei vào năm 2003 (cầu thủ này đã ghi được 109 bàn thắng cho ĐTQG, nhưng cựu cầu thủ của Bayern Munich phải mất đến 149 trận đấu).Khi nói về thành công của cá nhân, Puskas đã rất khiêm tốn khi cho rằng chính những đồng đội của ông mới là "ngọn nguồn" giúp ông được vinh danh trong lịch sử bóng đá. Quả thực, thế hệ vàng của Hungary đã sản sinh ra những cá nhân tài năng như Zoltán Czibor, József Bozsik, Sandor Kocsis và Nándor Hidegkuti. Đặc biệt, khi hầu hết các đội bóng bấy giờ còn chơi khá hoang dại, với sơ đồ chiến thuật gồm hầu hết là tiền đạo, thì Hungary đã biết áp dụng phong cách khoa học vào lối chơi.

## Cuộc đời và sự nghiệp
Ferenc Puskás sinh tại thành phố Budapest, thủ đô Hungary. Năm 1939, ông gia nhập câu lạc bộ bóng đá Kispest Honvéd. Sau đó, ông tham gia đội tuyển bóng đá quốc gia Hungary và đạt rất nhiều thành công. Đội tuyển Hungary thời đó được coi là Đội tuyển Vàng của bóng đá Hungary với huy chương vàng Thế vận hội Mùa hè 1952, huy chương bạc giải vô địch bóng đá thế giới 1954 và là đội bóng đầu tiên đánh bại đội tuyển bóng đá quốc gia Anh ngay tại sân vận động Wembley với tỷ số 6–3.
Năm 1956, ông sang Tây Ban Nha chơi cho R.C.D. Espanyol, sau đó chuyển sang Real Madrid cho đến khi ông từ giã sự nghiệp cầu thủ vào năm 1967. Trong 11 năm thi đấu cho Real Madrid, ông đã ghi tổng cộng 512 bàn thắng trong 528 trận, 3 lần vô địch cúp C1 châu Âu..., trở thành một trong những cầu thủ xuất sắc nhất lịch sử câu lạc bộ. Đến năm 1961, Puskás nhập quốc tịch Tây Ban Nha và thi đấu cho đội tuyển bóng đá quốc gia Tây Ban Nha.
Sau khi giã từ sự nghiệp vào năm 1967, ông trở thành huấn luyện viên của nhiều câu lạc bộ bóng đá trong đó có cả đội tuyển bóng đá quốc gia Ả Rập Xê út và Đội tuyển bóng đá quốc gia Hungary.
Ngày 17 tháng 11 năm 2006, ông mất do bệnh viêm phổi tại Budapest, thọ 79 tuổi. Để tưởng nhớ ông, FIFA đã lấy tên Puskas làm phần thưởng vinh danh bàn thắng đẹp nhất trong năm. Cristiano Ronaldo là cầu thủ đầu tiên nhận danh hiệu này năm 2009.

## Thống kê sự nghiệp

### Câu lạc bộ
Nguồn:
| Câu lạc bộ                  | Mùa            | liên đoàn           | liên đoàn | liên đoàn | cúp quốc gia | cúp quốc gia | lục địa  | lục địa   | Tổng cộng | Tổng cộng |
| Câu lạc bộ                  | Mùa            | Phân công           | Ứng dụng  | bàn thắng | Ứng dụng     | bàn thắng    | Ứng dụng | bàn thắng | Ứng dụng  | bàn thắng |
| --------------------------- | -------------- | ------------------- | --------- | --------- | ------------ | ------------ | -------- | --------- | --------- | --------- |
| Kispest/Budapesti Honvéd SE | 1943–44        | Nemzeti Bajnokság I | 18        | 7         | -            | -            | -        | -         | 18        | 7         |
| Kispest/Budapesti Honvéd SE | 1944–45        | Nemzeti Bajnokság I | 2         | 1         | -            | -            | -        | -         | 2         | 1         |
| Kispest/Budapesti Honvéd SE | 1944           | Nemzeti Bajnokság I | 11        | 6         | -            | -            | -        | -         | 11        | 6         |
| Kispest/Budapesti Honvéd SE | 1945           | Nemzeti Bajnokság I | 20        | 10        | -            | -            | -        | -         | 20        | 10        |
| Kispest/Budapesti Honvéd SE | 1945–46        | Nemzeti Bajnokság I | 34        | 36        | -            | -            | -        | -         | 34        | 36        |
| Kispest/Budapesti Honvéd SE | 1946–47        | Nemzeti Bajnokság I | 29        | 32        | -            | -            | -        | -         | 29        | 32        |
| Kispest/Budapesti Honvéd SE | 1947–48        | Nemzeti Bajnokság I | 31        | 50        | -            | -            | -        | -         | 31        | 50        |
| Kispest/Budapesti Honvéd SE | 1948–49        | Nemzeti Bajnokság I | 28        | 46        | -            | -            | -        | -         | 28        | 46        |
| Kispest/Budapesti Honvéd SE | 1949–50        | Nemzeti Bajnokság I | 30        | 31        | -            | -            | -        | -         | 30        | 31        |
| Kispest/Budapesti Honvéd SE | 1950           | Nemzeti Bajnokság I | 15        | 25        | -            | -            | -        | -         | 15        | 25        |
| Kispest/Budapesti Honvéd SE | 1951           | Nemzeti Bajnokság I | 21        | 21        | 2            | 4            | -        | -         | 23        | 25        |
| Kispest/Budapesti Honvéd SE | 1952           | Nemzeti Bajnokság I | 26        | 22        | -            | -            | -        | -         | 26        | 22        |
| Kispest/Budapesti Honvéd SE | 1953           | Nemzeti Bajnokság I | 26        | 27        | 3            | 12           | -        | -         | 29        | 39        |
| Kispest/Budapesti Honvéd SE | 1954           | Nemzeti Bajnokság I | 20        | 21        | -            | -            | -        | -         | 20        | 21        |
| Kispest/Budapesti Honvéd SE | 1955           | Nemzeti Bajnokság I | 26        | 18        | 6            | 4            | 4        | 4         | 36        | 25        |
| Kispest/Budapesti Honvéd SE | 1956           | Nemzeti Bajnokság I | 13        | 5         | -            | -            | 2        | 1         | 15        | 6         |
| Kispest/Budapesti Honvéd SE | Tổng cộng      | Tổng cộng           | 350       | 358       | 11           | 20           | 6        | 5         | 367       | 383       |
| Real Madrid                 | 1958–59        | La Liga             | 24        | 21        | 5            | 2            | 5        | 2         | 34        | 25        |
| Real Madrid                 | 1959–60        | La Liga             | 24        | 25        | 5            | 10           | 7        | 12        | 36        | 47        |
| Real Madrid                 | 1960–61        | La Liga             | 28        | 28        | 9            | 14           | 4        | 2         | 41        | 44        |
| Real Madrid                 | 1961–62        | La Liga             | 23        | 20        | 8            | 13           | 9        | 7         | 40        | 40        |
| Real Madrid                 | 1962–63        | La Liga             | 30        | 26        | 7            | 5            | 2        | 0         | 39        | 31        |
| Real Madrid                 | 1963–64        | La Liga             | 25        | 21        | 0            | 0            | 8        | 7         | 33        | 28        |
| Real Madrid                 | 1964–65        | La Liga             | 18        | 11        | 4            | 4            | 3        | 2         | 25        | 17        |
| Real Madrid                 | 1965–66        | La Liga             | 8         | 4         | 3            | 1            | 3        | 5         | 14        | 10        |
| Real Madrid                 | Tổng cộng      | Tổng cộng           | 180       | 156       | 41           | 49           | 41       | 37        | 262       | 242       |
| Tổng Sự nghiệp              | Tổng Sự nghiệp | Tổng Sự nghiệp      | 530       | 514       | 52           | 69           | 47       | 42        | 629       | 625       |

### Quốc tế
Số lần ra sân và bàn thắng theo đội tuyển quốc gia và năm
| Đội tuyển quốc gia | Năm               | Ứng dụng | Mục tiêu |
| ------------------ | ----------------- | -------- | -------- |
| Hungary            | 1945              | 2        | 3        |
| Hungary            | 1946              | 3        | 3        |
| Hungary            | 1947              | 5        | 5        |
| Hungary            | 1948              | 6        | 7        |
| Hungary            | 1949              | 8        | 11       |
| Hungary            | 1950              | 6        | 12       |
| Hungary            | 1951              | 3        | 4        |
| Hungary            | 1952              | 12       | 10       |
| Hungary            | 1953              | 7        | 6        |
| Hungary            | 1954              | 11       | 8        |
| Hungary            | 1955              | 12       | 10       |
| Hungary            | 1956              | 9        | 4        |
| Hungary            | Tổng              | 85       | 84       |
| Tây Ban Nha        | 1961              | 1        | 0        |
| Tây Ban Nha        | 1962              | 3        | 0        |
| Tây Ban Nha        | Tổng cộng         | 4        | 0        |
| Madrid             | 1963              | 1        | 2        |
| Madrid             | Tổng cộng         | 1        | 2        |
| Toàn bộ sự nghiệp  | Toàn bộ sự nghiệp | 90       | 86       |

Số lần ra sân và bàn thắng theo đội tuyển quốc gia và năm
| Đội tuyển quốc gia | Năm               | Ứng dụng | Mục tiêu |
| ------------------ | ----------------- | -------- | -------- |
| Hungary            | 1945              | 2        | 3        |
| Hungary            | 1946              | 3        | 3        |
| Hungary            | 1947              | 5        | 5        |
| Hungary            | 1948              | 6        | 7        |
| Hungary            | 1949              | 8        | 11       |
| Hungary            | 1950              | 6        | 12       |
| Hungary            | 1951              | 3        | 4        |
| Hungary            | 1952              | 12       | 10       |
| Hungary            | 1953              | 7        | 6        |
| Hungary            | 1954              | 11       | 8        |
| Hungary            | 1955              | 12       | 10       |
| Hungary            | 1956              | 9        | 4        |
| Hungary            | Tổng              | 85       | 84       |
| Tây Ban Nha        | 1961              | 1        | 0        |
| Tây Ban Nha        | 1962              | 3        | 0        |
| Tây Ban Nha        | Tổng cộng         | 4        | 0        |
| Madrid             | 1963              | 1        | 2        |
| Madrid             | Tổng cộng         | 1        | 2        |
| Toàn bộ sự nghiệp  | Toàn bộ sự nghiệp | 90       | 86       |

## Danh hiệu
'Budapest Honvéd
- Nemzeti Bajnokság I: 1949–50, 1950, 1952, 1954, 1955

Real Madrid
- La Liga: 1960–61, 1961–62, 1962–63, 1963–64, 1964–65
- Copa del Generalísimo: 1961–62
- Cup châu Âu: 1958–59, 1959–60, 1965– 66
- Cúp Liên lục địa: 1960

Hungary
- Thế vận hội Mùa hè: 1952
- Cúp quốc tế Trung Âu: 1948–53; á quân: 1955–60
- Cúp Balkan: 1947
- Giải vô địch bóng đá thế giới á quân: 1954

Cá nhân
- Quả bóng vàng Giải bạc: 1960[7]
- Giải vô địch bóng đá thế giới 1954: Quả bóng vàng
- Giải vô địch bóng đá thế giới 1954: Đội hình toàn sao
- Cầu thủ châu Âu của thế kỷ 20 – L'Equipe
- Cầu thủ Hungary của thế kỷ 20 – IFFHS[8]
- Cầu thủ ghi bàn hàng đầu của bóng đá thế kỷ 20 – IFFHS
- Thành viên của FIFA 100
- Cầu thủ vàng UEFA: Cầu thủ bóng đá Hungary vĩ đại nhất trong 50 năm qua
- Người đầu tiên được giới thiệu vào Goal Hall of Fame 2014
- Top 10 Cầu thủ vĩ đại nhất thế kỷ 20 (#7) – Tạp chí World Soccer
- Top 10 cầu thủ xuất sắc nhất thế giới thế kỷ 20 (#6) – IFFHS[8]
- Top 10 cầu thủ xuất sắc nhất châu Âu thế kỷ 20 (#4) – IFFHS[8]
- Chân vàng: 2006 (với tư cách là legend)[9]
- IFFHS Legends[10]
- Đội Nam của Thế kỷ IFFHS (1901–2000)[11]

## Hình ảnh

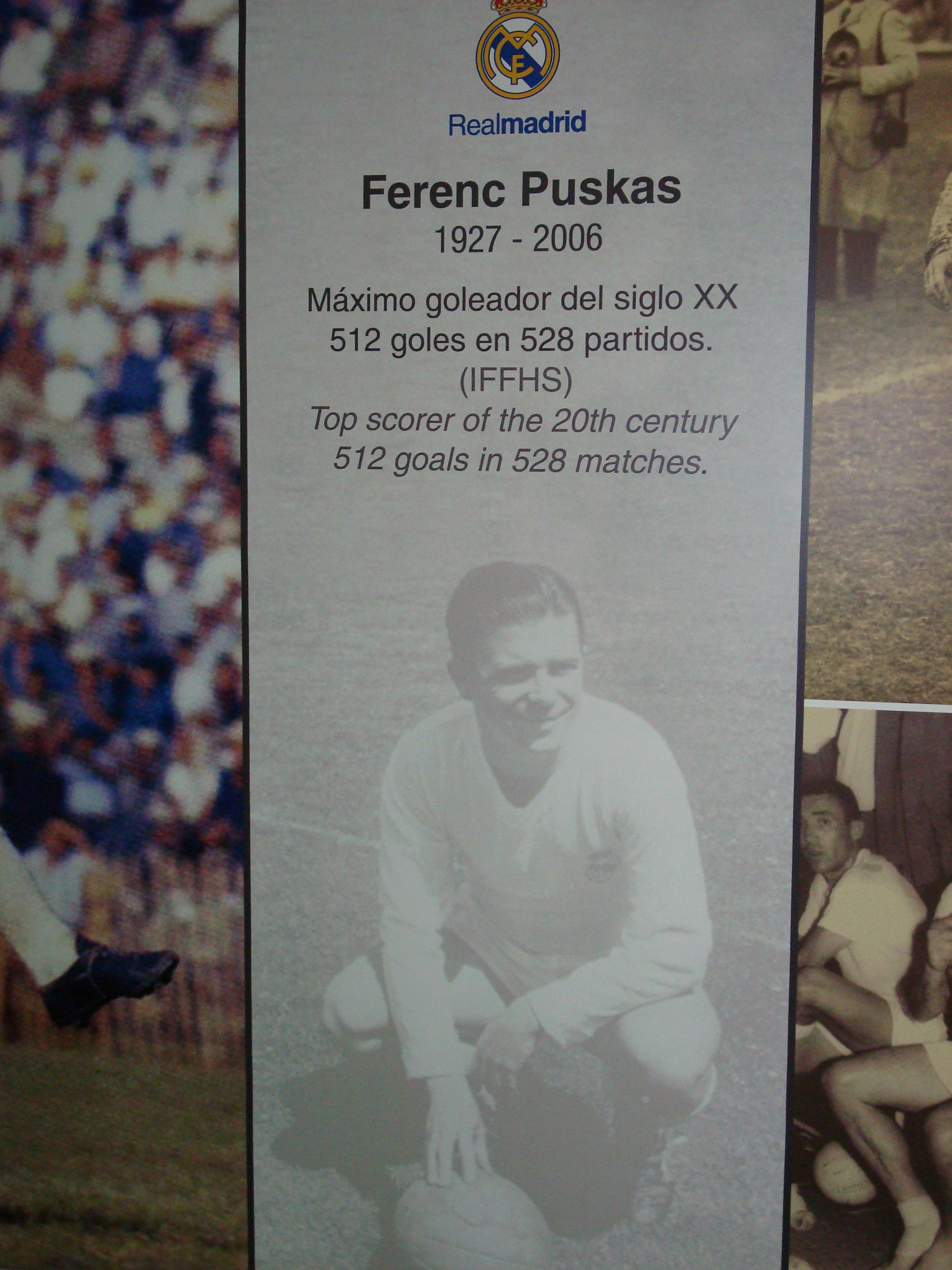
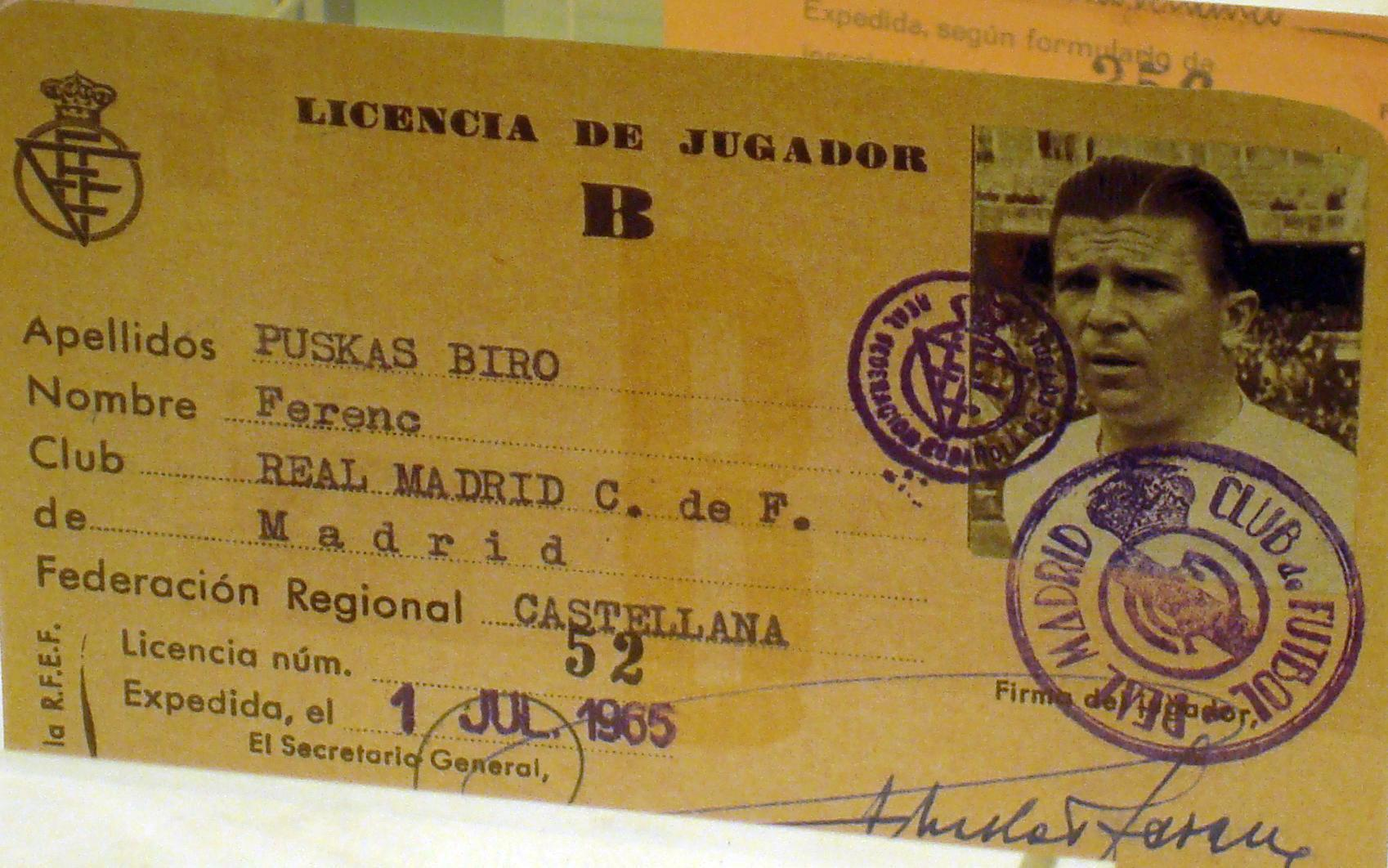

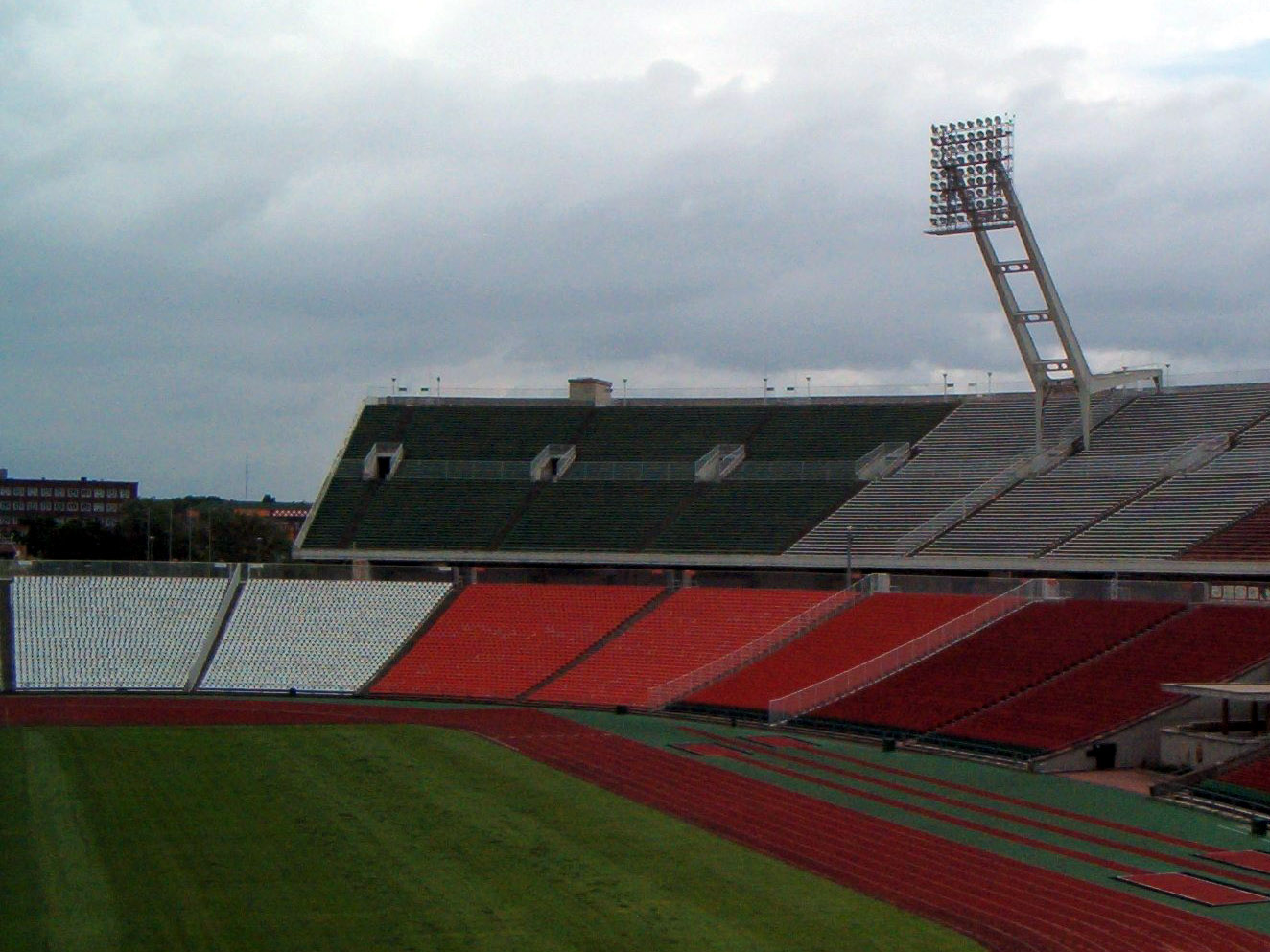
Sân vận động mang tên Puskas Ferenc ở Budapest, Hungary.
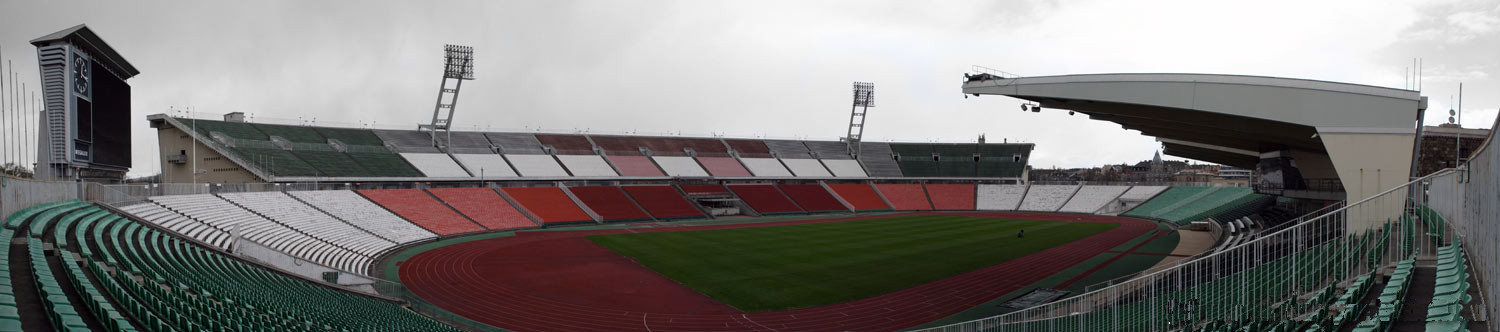